# Интерактивен маркетинг
Терминът интерактивен маркетинг е свързан с тенденцията за двустранност в отношенията между производител/марка и потребител. При традиционния маркетинг комуникацията е еднопосочна от фирмата към широката публика, като се използват традиционните медии. Интерактивният маркетинг от друга страна се стреми към диалог с отделните потребители, който често пъти е иницииран от самите тях. Потребителят вече не е пасивен реципиент на рекламни послания, сега той заема позицията на активна страна. Компанията се интересува от неговото мнение във всеки един етап от развитието на продукта до достигането му да клиентите, качеството на обслужването, комуникацията с клиентите и т.н. Макар че интернет технологиите са силно свързани с интерактивния маркетинг, двете понятия не са синоними, както често се приема. Интерактивният маркетинг е цялостната концепция за диалога между марката и потребителя.

## История
За първи път за интерактивен маркетинг започва да се говори в началото на 1990-те години. Джон Дейтон, професор в Харвард, е един от първите учени, който се занимава с темата. Според него „интерактивният маркетинг е възможността да се обръщаш към потребителя, да запомняш какво казва той и отново да се обръщаш към него по начин, който показва, че си спомняме какво ни е казал [потребителят]“. В началото на 1990-те години интерактивният маркетинг се свързва предимно със създаването на база данни на потребителите, в която да има информация за техните потребителски навици и история, предпочитания и др. (Днес тази идея е доразвита в така наречената стратегия за управление на връзките с клиенти – Customer Relationship Management). Целта на интерактивния маркетинг е чрез директен маркетинг да се развива индивидуални предложения и промоции за клиентите. По това време се развиват концепцията за програми за лоялни клиенти, ваучери за отстъпка, персонализирани послания и предложения. С появата на интернет възможностите за интерактивен маркетинг изключително се развиват и подобряват.

## Разлики с традиционния маркетинг
Една от основните разлики между интерактивния и традиционния маркетинг е в сегментирането на пазара. Традиционният маркетинг разглежда демографските и психологическите характеристики на актуалните клиенти и предполагаемите промени, които могат да настъпят в тях. Интерактивният маркетинг от друга страна анализира реалното поведение на потребителя, регистрира промените и развитието му и позволява на компанията да персонализира своите послания и предложения.
Следващата основна разлика е в начина на рекламиране на продуктите и услугите на компанията. При традиционния маркетинг рекламата е основното средство за достигане до потребителя, като тя е насочена към широката публика. При интерактивния маркетинг посланието е предназначено и достига до по-малка целева група от потребители или до индивидуални такива. Това позволява на компанията да персонализира комуникацията си с потребителите и да постига по-добри резултати.
Друга разлика се крие в каналите за комуникация с потребителите. Традиционният маркетинг разчита на масовите медии (телевизия, радио, вестници). Интерактивният използва директните канали – поща, телефон, и-мейл, социални мрежи, блогове и др. Това позволява съобщенията да достигат до отделния потребител, а не да се губят в морето от информация.
При интерактивния маркетинг компанията се опитва да достига директно до потребителя и да намали използването на дистрибуторски канали. Добра илюстрация е възможността за пазаруване директно от сайта на компанията, а не чрез дистрибуторската мрежа.
В новите условия потребителят има възможност да изкаже своето мнение във всяка една област от дейността на компанията. Той се включва в работата на отдела по изследвания и развитие и предлага своите идеи и виждания за нови продукти. Клиентите имат възможност да коментират качествата на продуктите и да предлагат подобрения, а накрая участват и в ценообразуването.
Друга важна особеност на интерактивния маркетинг е концепцията компанията да свързва своите потребители един с друг. Те създават своя общност, обединени от общия си интерес към марката. В комуникацията си компанията трябва да е неутрална и да е загрижена за своите клиенти. Тя трябва да предлага подробна информация и да улеснява максимално потребителите.

## Интернет
Интернет пространството днес предлага почти необятни възможности пред интерактивния маркетинг. Компаниите поддържат корпоративни сайтове, където предлагат на потребителите най-разнообразна информация. Концепцията на интерактивния маркетинг предполага, че информацията на сайта включва не само данни за компанията и рекламни послания за предлаганите продукти и услуги, а и всякакви полезни съвети в сферата на дейност на фирмата. За да се постигне диалог с клиента, сайтовете трябва да предлагат възможност клиентите да се свързват с компанията и да дават своето мнение. При комуникацията с потребителите се включват корпоративният блог, профилът в различните социални мрежи и системи за микроблогинг, разпращането на и-мейли и новини покрай компанията.
Amazon.com е добър пример за прилагане на интерактивен маркетинг. Компанията следи покупките на отделните потребители и им предлага продукти, които да се впишат във вкусовите характеристики на клиентите. Освен това се предлага и възможност на заинтересованите потребители да получават и-мейли със съобщения за новоизлезли заглавия, които биха представлявали интерес за потребителите.
Друг добър пример за интерактивна маркетингова кампания е тази на ИКЕА при отврянето на нов магазим в Малмьо, Швеция през 2009 година. Кампанията се води основно във Facebook. Създаден е профил в социалната мрежа на управителя на магазина Гордън Густавсон. В отделни фотоалбуми там се качват снимки на обзаведени стаи с продуктите на ИКЕА. Скоро след това става ясно, че първият, който постави името си върху отделен продукт от снимката, го печели. Ефектът е лавинообразен. Хората пишат коментари на стената на Гордън Густавсон, поставят етикета си върху снимките и искат още снимки. Всичко това излиза като информация на личния им профил и достига до всичките им приятели. По този начин ИКЕА успяват да увлекат своите клиенти и да установят директен контакт с тях, без да харчат много пари за реклама.